# Tonekabon
Tonekabon (en persan : تنكابن) est une ville du Mazandaran en Iran sur la côte sud de la mer Caspienne. Elle a été appelée Rostamdar au XIVe siècle, puis Faiz sous les Ghajar (1760-1909), puis Shahsavar jusqu'en 1979, où elle a repris son ancien nom de Tonekabon.

## Personnalités liées
- Lily Afshar (1960-2023), guitariste classique iranienne y est morte.
- Benyamin Bahadori (1982-), chanteur iranien y est né.